# Serpentine Flat
Serpentine Flat bezeichnet ein 38 km² großes Feuchtgebiet im oberen Teil des Taieri Rivers im Zentralland von Otago auf der  Südinsel Neuseelands.

## Geografie
Die Feuchtgebiete der Serpentine Flat liegen auf 540 m Höhe nordwestlich der Lammermoor Range und erstrecken sich über eine Länge von 10 km, bei einer Breite von 3 bis 5 km. Den Namen bekamen die Feuchtgebiete wegen der starken Mäanderbildung des Taieri River in diesem Abschnitt.

## Geschichte
Die Gegend wurde zu Zeiten des Goldrausches in Otago (1861–1863) von Goldsuchern besucht und spärlich besiedelt. Zeuge dieser Vergangenheit ist die Serpentine Union Church, eine alte Steinkirche, die im Winter 1873 eröffnet wurde und später, nachdem sie nicht mehr genutzt wurde, Bergarbeitern als Cottage diente. In 930 m Höhe erbaut, war sie einst die höchste Kirche Neuseelands und befindet sich heute in der Liste der historischen Gebäude des Landes wieder.

## Natur und Landschaft
Das Klima der Gegend wird als subkontinental mit sehr warmen Sommern und kalten Wintern beschrieben. Der durchschnittliche Niederschlag von nur 400–800 mm im Jahr beeinträchtigt die Feuchtgebiete nicht, da durch das Wasser durch die Mäander des Flusses nur langsam fließt und sich in der Ebene gut verteilen kann.
Die Feuchtgebiete der Serpentine Flat sind vornehmlich von Tussock bewachsen, das dort in unterschiedlichen Höhen und Arten zu finden ist. Insekten findet man dort reichlich. Größere Tiere sind mit Ausnahme von Vögeln nicht vorhanden. Hier sind vor allem die Graubauch-Seeschwalbe (Chlidonias albostriatus), der Doppelbandregenpfeifer (Charadriidae bicinctus), der Südinsel-Austernfischer (Haematopus finschi), die Maorimöwe (Laridae bullerie) und der Maorifalke (Falco novaeseelandiae) zu nennen.

## Nutzung
Die Feuchtgebiete mit dem Taieri River werden gerne zum Fischen genutzt.

## Umweltprobleme
Die Belastungen der Landschaft durch den Abbau von Gold und Quarzen noch bis in dieses Jahrhundert hinein sind weitgehend verschwunden. Lediglich die Farmwirtschaft beeinträchtigt diesen Naturraum. Deshalb hat der Otago Regional Water Plan von 1996 die Feuchtgebiete der Serpentine Flat als unersetzbar eingestuft und für schutzwürdig befunden.